# Noel Field
Noel Haviland Field (London, 1904. január 23. – Budapest, 1970. szeptember 12.) amerikai származású kommunista, több kelet-európai kirakatper „ürügye”.

## Életrajza

### A világháború előtt és alatt
Noel amerikai apa és angol anya gyermekeként született Londonban. Két lány- és egy fiútestvére volt. Apja halála után családja az Egyesült Államokba költözött, ahol ő és testvérei is a Harvard Egyetemen tanultak.
Tanulmányai befejezte után az 1920-as évek végén az Amerikai Egyesült Államok külügyminisztériumának lett a munkatársa. Ekkoriban fogalmazódtak meg benne antifasiszta, szovjetbarát nézetei. 1933-ban megismerkedett Paul és Hede Massinggal, két illegális ausztriai kommunistával, akik azért érkeztek Amerikába, hogy titkos szovjet kémhálózatot építsenek ki befolyásos baloldali szereplőkből. Fieldet végül 1935-ben sikerült beszervezniük az NKVD-be, de a munkáját 1936-ban abba is hagyta, hogy a felkínált lehetőséggel élve, a Népszövetség titkárságán dolgozzon tovább, Genfben. Svájcban az ottani szovjet kémfőnök, Valter Krivickij keze alá került.
A spanyol polgárháborúban a Népszövetség küldöttjeként 1938–39-ben segített a segélyek elosztásában, illetve segítette a köztársaság-párti (avagy Franco-ellenes) erők tagtoborzását, a sebesültek ápolását. Eközben került jó barátságba a Nemzetközi Brigád egyik német orvosával, doktor Glaserrel, akinek lánya, Erica a brigád egyik visszavonulása közben megbetegedett, és gyógykezelése miatt elszakadni kényszerült a szüleitől. Fields és felesége megígérték, hogy megkeresik és amint lehet, visszajuttatják a nőt családjához. A spanyol–francia határ mentén meg is találták egy táborban, ahonnan magukkal vitték Svájcba, és saját lányukként kezeltették. 1939 szeptemberére beszélték meg a találkozót Londonba, a Glaser család egyesülése azonban a második világháború kitörése miatt olyannyira megnehezült, hogy Erica végül is Fieldéknél maradt, és gyakorlatilag a nevelt lányuk lett.
1940 októberében otthagyta munkahelyét, hogy a frissen alakult Unitárius Univerzalista Közszolgálati Bizottság (Unitarian Universalist Service Committee) menekültügyi igazgatója legyen Marseille-ben, segítséget és védelmet nyújtva elsősorban az antifasiszta, illetve a baloldali elemeknek, illetve részt vett a valamilyen okból veszélyeztetett személyek Svájcba menekítésében. Pozícióját felhasználva egyúttal segédkezett a különböző közép-kelet-európai kommunisták közötti kapcsolattartásban, amikor menekültügyben utazott különböző helyekre. Az általa megmentett személyek egy része később különböző pozíciókat szerzett a háború után kiépülő kommunista rendszerekben. A háború alatt Allen Dullesnek, a CIA jogelődje, az Office of Strategic Services (OSS) európai vezetőjének is dolgozott, aki rajta keresztül hangolta össze az OSS titkos akcióit a helyi kommunistákkal, partizánokkal és egyéb baloldali ellenállókkal, amennyiben szükség volt rájuk. Dulles egyúttal abban is reménykedett, hogy Field információkkal is tud szolgálni a titkosszolgálat számára Sztálin háború utáni terveiről.

### A világháború után
1949-ben Prágába utazott abban a reményben, hogy valamilyen pozícióhoz juthat a Károly Egyetemen. Fieldet megérkezése után pár nappal két férfi kíséretében látták távozni a hotelből, ahol megszállt, csomagjait hátrahagyva. Felesége, mivel nem hallott felőle, attól félvén, hogy férjét a CIA elrabolta Massingékhoz fűződő kapcsolata miatt, kis idő múlva követte Prágába. Megérkezésekor az államvédelem várta, akik kihallgatása után Pozsonyban átadták a magyar hatóságoknak, akik letartóztatták és Budapestre hurcolták, ahol férje is raboskodott.
Field egyik bátyját, Hermannt is letartóztatták, mikor az Varsóban volt meglátogatni két lengyel barátját. Hermannt hazafelé menet tartóztatták le a reptéren. Egy külvárosi házban kialakított cellában tartották fogva és hallgatták ki három éven keresztül. Noel nevelt lánya, az időközben amerikai férjhez ment és így „nevet váltott” Erica Wallach 1950-ben elkezdte keresni nevelőszüleit, miután kommunista múltja miatt (a háború után egy ideig a Németország Kommunista Pártjának dolgozott, akiket pont a férjéért hagyott ott) elutasították beutazási kérelmét az Egyesült Államokba. A nevelőszülei utáni keresés közben hallgatta ki az MVD (a szovjet belügyminisztérium) az egyik telefonbeszélgetését Leo Bauerrel, a legnagyobb keletnémet rádió főszerkesztőjével, a család barátjával. Bauer felettese parancsára Ericát Kelet-Berlinbe csalta, ahol letartóztatták és kémkedés vádjával egy szovjet katonai bíróság Berlinben halálra ítélte. Ericát 1953-ban a „Lubjankába” szállították (a Szovjet Állami Politikai Igazgatóság épülete a Lubjanka téren, Moszkvában) kivégzésre. Ítéletét Sztálin halála után végül végrehajtás helyett kényszermunkára változtatták, amit a vorkutai Gulág-táborban töltött le.
Noel Field a Rajk-perrel kapcsolatban került Budapestre 1949-ben. A perben kémhálózat kiépítésével és működtetésével vádolták (noha ténylegesen sohasem vádolták meg), aminek segítségével próbálta bomlasztani az egyéni ellenállást (különösen Németországban), illetve növelni a nyugati befolyást, egy megosztott háború utáni Németország születése érdekében. Miután Rajkot halálra ítélték, Field ügyében nem született döntés, ehelyett öt éven át raboskodott, miközben rendszeresen „kihallgatták”, többször majdnem halálra kínozva. 1950-ben több kelet-németországi kommunista funkcionáriust (például a Radio Berlin illetve a keleti zóna vasútjainak igazgatóit) is börtönre, vagy halálra ítéltek a „Noel Fielddel történő különleges kapcsolattartás” vádjával. Rudolf Slánský csehszlovák kommunista politikus koncepciós perében is Noel Field volt megjelölve, mint a „kémfőnökük”.

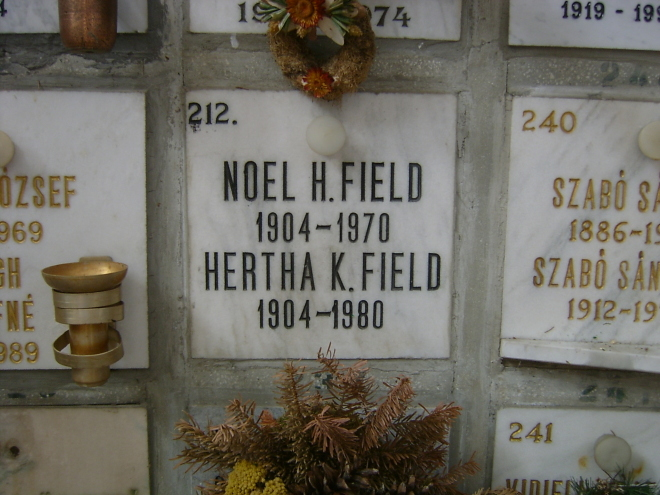
Noel és Hertha Field sírja a Farkasréti temetőben

Field végül 1954 októberében szabadult anélkül, hogy hivatalosan bármivel is megvádolták volna. Ugyanezen hónapban testvérét, Hermannt, illetve feleségét is kiengedték. Hermann ezután Amerikába távozott és könyvet írt az átélt borzalmakról. 1955-ben nevelt lányát is kiengedték a vorkutai táborból Nyikita Hruscsov amnesztiájával. Erica kommunista múltja miatt azonban továbbra sem kapott beutazási engedélyt Amerikába, mígnem 1957-ben Allen Dulles közbenjárására mégis kiutazhatott férjéhez és lányaihoz. Az átélt eseményekről 1967-ben ő is könyvet írt Light at Midnight címmel.
Noel az átélt események ellenére is hithű kommunista maradt, sőt, a vele szemben alkalmazott módszereket részben meg is értette, lévén gondolataiban, világnézetében gyakorlatilag ugyanazokat vallotta, mint fogvatartói. Erre hivatkozva politikai menedékjogot kért Magyarországon, amit meg is kapott. Haláláig Budapesten élt, hamvait a Farkasréti temetőben helyezték örök nyugalomra; tíz évvel később elhunyt feleségét is mellé temették.
Életéről 1997-ben Werner Schweitzer svájci producer egy dokumentumfilmet készített.